# Mesoleius abbreviatus
Mesoleius abbreviatus là một loài tò vò trong họ Ichneumonidae.